# Beadlow
Beadlow – osada w Anglii, w hrabstwie ceremonialnym Bedfordshire, w dystrykcie (unitary authority) Central Bedfordshire. Leży 13 km na południowy wschód od centrum miasta Bedford i 61 km na północ od centrum Londynu.